# Liste der Bodendenkmale in Liebenwalde
Die Liste der Bodendenkmale in Liebenwalde enthält alle Bodendenkmale der brandenburgischen Stadt Liebenwalde. Grundlage ist die Veröffentlichung der Landesdenkmalliste mit dem Stand vom 31. Dezember 2020. Die Baudenkmale sind in der Liste der Baudenkmale in Liebenwalde aufgeführt.

## Freienhagen
| Gemarkung                | Flur | Kurzansprache                   | Bodendenkmalnummer | Bemerkung | Bild |
| ------------------------ | ---- | ------------------------------- | ------------------ | --------- | ---- |
| Freienhagen (Lage)       | 4, 5 | Siedlung Urgeschichte           | 70345              |           |      |
| Freienhagen (Lage)       | 4, 5 | Siedlung Ur- und Frühgeschichte | 70346              |           |      |
| Freienhagen (Lage)       | 4    | Siedlung Ur- und Frühgeschichte | 70347              |           |      |
| Freienhagen, Malz (Lage) | 4, 7 | Siedlung Ur- und Frühgeschichte | 70348              |           |      |

## Hammer
| Gemarkung     | Flur        | Kurzansprache                                                   | Bodendenkmalnummer | Bemerkung | Bild |
| ------------- | ----------- | --------------------------------------------------------------- | ------------------ | --------- | ---- |
| Hammer (Lage) | 1           | Siedlung Ur- und Frühgeschichte, Siedlung deutsches Mittelalter | 70278              |           |      |
| Hammer (Lage) | 2           | Siedlung deutsches Mittelalter                                  | 70279              |           |      |
| Hammer (Lage) | 2           | Siedlung Ur- und Frühgeschichte                                 | 70280              |           |      |
| Hammer (Lage) | 2           | Siedlung Ur- und Frühgeschichte                                 | 70284              |           |      |
| Hammer (Lage) | 1           | Gräberfeld Urgeschichte                                         | 70285              |           |      |
| Hammer (Lage) | 1, 6, 7, 10 | Dorfkern Neuzeit, Dorfkern deutsches Mittelalter                | 70364              |           |      |
| Hammer (Lage) | 6           | Siedlung Ur- und Frühgeschichte                                 | 70365              |           |      |

## Kreuzbruch
| Gemarkung         | Flur | Kurzansprache                   | Bodendenkmalnummer | Bemerkung | Bild |
| ----------------- | ---- | ------------------------------- | ------------------ | --------- | ---- |
| Kreuzbruch (Lage) | 6    | Siedlung Urgeschichte           | 70377              |           |      |
| Kreuzbruch (Lage) | 7, 8 | Siedlung Urgeschichte           | 70378              |           |      |
| Kreuzbruch (Lage) | 10   | Siedlung Ur- und Frühgeschichte | 70379              |           |      |

## Liebenthal
| Gemarkung         | Flur    | Kurzansprache                                    | Bodendenkmalnummer | Bemerkung | Bild |
| ----------------- | ------- | ------------------------------------------------ | ------------------ | --------- | ---- |
| Liebenthal (Lage) | 2, 3, 6 | Dorfkern deutsches Mittelalter, Dorfkern Neuzeit | 70389              |           |      |

## Liebenwalde
| Gemarkung           | Flur   | Kurzansprache | Bodendenkmalnummer | Bemerkung | Bild |
| ------------------- | ------ | --- | ------------------ | --------- | ---- |
| Liebenwalde (Lage)  | 1      | Altstadt deutsches Mittelalter, Friedhof Mittelalter, Altstadt Neuzeit, Siedlung Bronzezeit, Siedlung Eisenzeit, Siedlung slawisches Mittelalter, Friedhof Neuzeit | 70256              |           |      |
| Liebenwalde (Lage)  | 1      | Burg deutsches Mittelalter, Burg slawisches Mittelalter | 70295              |           |      |
| Liebenwalde (Lage)  | 1      | Siedlung deutsches Mittelalter, Siedlung slawisches Mittelalter | 70296              |           |      |
| Liebenwalde (Lage)  | 101    | Siedlung Ur- und Frühgeschichte, Einzelfund Steinzeit | 70511              |           |      |
| Liebenwalde (Lage)  | 101    | Siedlung Ur- und Frühgeschichte | 70512              |           |      |
| Liebenwalde (Lage)  | 1      | Siedlung römische Kaiserzeit, Siedlung Steinzeit | 70513              |           |      |
| Liebenwalde (Lage)  | 1, 2   | Siedlung Bronzezeit | 70514              |           |      |
| Liebenwalde (Lage)  | 1      | Gräberfeld römische Kaiserzeit, Siedlung Steinzeit, Siedlung Bronzezeit                                                                                            | 70515              |           |      |
| Liebenwalde (Lage)  | 5      | Siedlung Ur- und Frühgeschichte | 70516              |           |      |
| Liebenwalde (Lage)  | 9, 101 | Siedlung Urgeschichte | 70517              |           |      |
| Liebenwalde (Lage)  | 3      | Acker deutsches Mittelalter, Siedlung Urgeschichte | 70518              |           |      |
| Liebenwalde (Lage)  | 1      | Siedlung Urgeschichte, Siedlung römische Kaiserzeit | 70519              |           |      |
| Liebenwalde (Lage)  | 1      | Siedlung Ur- und Frühgeschichte | 70520              |           |      |
| Liebenwalde (Lage)c | 1      | Siedlung Neuzeit, Siedlung Bronzezeit | 70528              |           |      |

## Neuholland
| Gemarkung               | Flur     | Kurzansprache                                                                          | Bodendenkmalnummer | Bemerkung | Bild |
| ----------------------- | -------- | -------------------------------------------------------------------------------------- | ------------------ | --------- | ---- |
| Neuholland (Lage)       | 105      | Siedlung Bronzezeit, Rast- und Werkplatz Steinzeit                                     | 70430              |           |      |
| Neuholland (Lage)       | 103, 105 | Rast- und Werkplatz Steinzeit, Gräberfeld Bronzezeit, Einzelfund deutsches Mittelalter | 70431              |           |      |
| Malz, Neuholland (Lage) | 7, 110   | Siedlung Ur- und Frühgeschichte                                                        | 70432              |           |      |